# Верхние Холохоры
Верхние Холохоры, Халахора де Сус (рум. Halahora de Sus) — село в Бричанском районе Молдавии. Является административным центром коммуны Верхние Холохоры, включающей также сёла Кириловка и Нижние Холохоры.

## География
Село расположено на высоте 196 метров над уровнем моря.

## Население
По данным переписи населения 2004 года, в селе Верхние Холохоры проживает 1147 человек (523 мужчины, 624 женщины).
Этнический состав села:
| Национальность | Число жителей | Процентный состав |
| -------------- | ------------- | ----------------- |
| украинцы       | 1053          | 91,8              |
| молдаване      | 68            | 5,93              |
| русские        | 24            | 2,09              |
| прочие         | 2             | 0,17              |
| Всего          | 1147          | 100 %             |